# Roch Thériault
Pour les articles homonymes, voir Thériault et Moïse (homonymie).
Roch Thériault, né le 16 mai 1947 à Saint-Épiphane (Québec) et mort le 26 février 2011 à Dorchester (Nouveau-Brunswick), était un dirigeant de secte et criminel canadien.
Se désignant par le nom de Moïse et prédisant la fin du monde (il l'avait déjà prédite pour le 19 février 1979), il dirige d'une main de fer de 1977 à 1989 la secte dont il est le fondateur, comptant 12 adultes (10 femmes et 2 hommes) et quelques enfants, tout d'abord au Québec, puis en Ontario à Burnt River.

## Biographie

### Famille
Roch Thériault vient au monde à Saint-Épiphane (Village du bonheur) au Bas-Saint-Laurent. Il grandit dans une famille nombreuse et pauvre, très marquée par la religion. Le conjoint de sa mère, un ouvrier, dirige alors les Bérets blancs, un groupe militant ultracatholique.
Son enfance est marquée par la violence et la maltraitance. Bien qu'il soit encouragé par sa mère à devenir curé, Roch Thériault est perçu comme un objet de honte au sein de sa famille pour être né d'une union incestueuse entre sa mère et son grand-père alcoolique. Son beau-père, un homme violent qui le déteste, l'insulte et le frappe fréquemment. Sa mère n'osant pas intervenir, le garçon se retrouve isolé au sein de sa propre famille. À l'âge de 14 ans, il décide de s'enfuir pour de bon.
Il passe plusieurs années à errer, à mendier, à dormir dans des refuges et à vivre de petits boulots. En 1967, il épouse Francine Grenier. Deux garçons naissent de leur union : Roch-Sylvain et François. Au début des années 1970, il vit à Thetford Mines où il tient un petit commerce d'ébénisterie.

### Débuts
Un soir de juillet 1972, Roch Thériault fait la rencontre d'un pasteur adventiste. Cette rencontre le bouleverse et provoque en lui un éveil spirituel. Il s'engage alors dans l'Église adventiste du septième jour et décide de s'installer avec des amis à Sainte-Marie, en Beauce. Il loue un bâtiment qu'il transforme en clinique privée. Pendant plusieurs années, il y offre des conférences et des thérapies, notamment pour aider les gens voulant arrêter de fumer. Une communauté de gens se forme autour de lui, attirés par son discours s'appuyant sur la Bible et « ses enseignements dans l'attente de la seconde venue du Christ ».
À la suite de problèmes avec le propriétaire du bâtiment, le groupe de Roch Thériault (comptant 29 personnes) quitte la Beauce le 5 juin 1978 à bord de deux camions, une voiture familiale et un autobus scolaire et s'installe en Gaspésie. Ils s'installent d'abord à La Martre, puis déménagent quelques semaines plus tard à Bonaventure.

### Arrivée en Gaspésie
C'est au cours d'une expédition le 11 juillet 1978 que Roch Thériault se trouve frappé par la « vision » d'une montagne. Celle-ci le conduit avec ses disciples sur le site du futur « mont Éternel », situé à Hope au bord du lac Sec, à une quinzaine de kilomètres au nord du secteur Saint-Jogues, en Gaspésie. Vivant « en longue tunique de toile brune [et en] caleçons longs pour se protéger des piqûres d'insectes », le groupe se construit une maison et s'y installe.
Malgré de nombreux départs (le groupe passant de 29 à 16 personnes), selon les observateurs, les disciples de Roch Thériault sont perçus à l'époque comme des gens pacifiques et inoffensifs. Ceux-ci affirment alors vouloir « vivre libres et naturellement, sans contrainte ou contrôle du système », allant jusqu'à détruire leurs cartes, papiers d'identité, permis de conduire et cartes d'assurance sociale, et à se départir de leurs biens.

#### Premiers sévices
En septembre 1978, Roch Thériault décide de rebaptiser les membres de son groupe avec des « noms bibliques ». Prédisant la fin du monde en entrevue à Radio-Canada pour le mois de février 1979, des actes de violences commencent à être signalés au sein du groupe.
À la fin de mars 1979, Thériault et trois hommes de sa secte sont arrêtés par la police. Les trois hommes sont relâchés, mais le dirigeant est retenu afin de suivre une évaluation psychiatrique à Québec. Déclaré inapte à subir un procès, il est relâché le 27 avril 1979. Il ordonne alors aux membres de sa secte de réclamer l'assistance sociale. Avec l'argent obtenu, le dirigeant de la secte s'enivre et multiplie les violences et les humiliations sur ses disciples.

#### Incarcération
Le 26 mars 1981, un bébé de deux ans meurt à la suite de coups donnés par l'un des membres nommé Néhémie, arrivé en novembre précédent. Le 14 septembre suivant, Roch Thériault castre Néhémie. Celui-ci quitte la secte. Le 9 décembre 1981, Moïse et deux membres de la secte sont arrêtés puis incarcérés, faisant face à 22 chefs d'accusation. Un ordre d'éviction frappe alors le secteur du lac Sec.
En avril 1982, Roch Thériault est libéré. Reconnu coupable, il est condamné à purger une peine de deux ans moins un jour à Québec. Sa disciple Gabrielle Lavallée, enceinte de lui, est également condamnée à neuf mois de prison pour avoir participé à la castration de Néhémie. Celle-ci fuit à Noël, et Thériault est de nouveau arrêté.

### Déménagement en Ontario
Le 23 janvier 1984, Roch Thériault ordonne à son groupe de quitter la Gaspésie. Ils s'achètent alors une terre à Burnt River, en Ontario. Rapidement, il poursuit exactions sur ses disciples. Il cause des blessures mortelles à un enfant de 3 ans, en lui pratiquant une circoncision. Il punit un disciple qui maltraitait l'enfant en l'émasculant, forçant l'un de ses fils à assister à l'opération. Il pratique une amputation à froid au-dessus du coude de Gabrielle Lavallée (dite « Thirtsa »). Ivre, il tente d'opérer à froid Solange Boilard (dite « Rachel ») avec un couteau pour lui retirer une partie de l'intestin. Cette dernière meurt après une journée d'agonie.

#### Condamnation à perpétuité
En 1989, Roch Thériault est arrêté puis condamné à 12 ans de prison pour l'amputation du bras de Gabrielle Lavallée. Le 18 janvier 1993, il est condamné à perpétuité pour le meurtre de Solange Boilard. Il est d'abord incarcéré à Kingston, en Ontario, ensuite à Port-Cartier au Québec, puis au pénitencier de Dorchester, au sud de Moncton (Nouveau-Brunswick). Durant cette période, il délaisse son ancienne vie spirituelle (délaissant le nom « Moïse » pour celui de « Maître ») et se tourne vers l'écriture. Éprouvant du remords pour ses gestes, malgré de multiples problèmes de santé (diabète, crise cardiaque, cancer, abcès, névroses, psychoses et un coma de 26 jours en 2007), il continue à rencontrer certaines de ses « épouses » desquelles il aurait eu une trentaine d'enfants.

#### Dernières années
En 2002, il présente une demande de libération conditionnelle. Celle-ci est rejetée par les commissaires, brossant un portrait cru de l'ancien dirigeant de secte : « personnalité narcissique bien ancrée, registre émotif relativement fermé, contrôle rigide des émotions, attitude de supériorité, potentiel de violence toujours présent, intelligence moyenne [...] Le risque de récidive violente identifié au début de [son] incarcération demeure toujours très élevé ».
Le 26 février 2011, vers 9 heures, Roch Thériault est retrouvé mort dans sa cellule, victime d'une agression survenue durant la nuit. Selon les enquêteurs, il venait d'être impliqué dans une bagarre avec un autre prisonnier. Il avait 63 ans.
Matthew Gerrard MacDonald, un Terre-Neuvien de 60 ans, est accusé du meurtre de Roch Thériault le 6 mai 2011. MacDonald est reconnu coupable du meurtre du gourou et condamné à vingt-cinq ans d'emprisonnement.